# Mistral (missile)
Pour les articles homonymes, voir Mistral.
Le missile transportable antiaérien léger « Mistral » est un missile sol-air très courte portée [SATCP] (SHORAD en anglais) de type tire et oublie guidé par infrarouge passif. Il peut accessoirement être utilisé contre des embarcations rapides ou des véhicules terrestres.
Il diffère des autres systèmes portatifs de défense antiaérienne (MANPADS en anglais) par le fait qu'il nécessite un poste de tir et ne peut pas être tiré depuis l'épaule. Ce poste de tir peut être configuré seul, sur des véhicules terrestres, sur des navires de guerre ou sur des hélicoptères.
Le Mistral est fabriqué par Matra (devenue MBDA) et sa première version est mise en service dans l'armée française en 1989.

## Historique

### Conception
Le développement d'un missile sol-air très courte portée pour l'armée française est lancé en 1974. La conception spécifique du missile Mistral est décidée en 1979 après que l'armée française a constaté que les missiles à autodirecteur infrarouge était plus efficace et plus économique pour la LATTA (Lutte Antiaérienne des Troupes Toutes Armes, autodéfense antiaérienne des unités non spécialisées en lutte antiaérienne) que des canons de calibre 20 mm couplés guidés par radar.
Après une mise en concurrence des industriels français, la société Matra est choisie avec son missile Mistral qui est livré à l'armée française dès 1989. L'efficacité du Mistral conduit l'armée française à le confier uniquement à des unités spécialisées de peur de tirs amis, l'empêchant de remplir son rôle initial de LATTA.

### Production
La production des divers éléments du missile Mistral fait intervenir de nombreuses entreprises sous-traitantes, avec une maîtrise d’œuvre assurée par MBDA (anciennement Matra) :
- FORIR (en Belgique) pour le conteneur logistique[7]
- ICSA (en Espagne) pour le tube tactique[7]
- Sagem Défense Sécurité pour l’autodirecteur[8] et le système de visé du poste de tir[7]
- KNDS France (anciennement GIAT Industries, puis Nexter) pour la charge militaire[7]
- Snecma Propulsion Solide pour l’ensemble propulsif utilisant un carburant solide produit par la Société nationale des poudres et des explosifs[4]
- MBDA pour le calculateur[7]
- LGP (en Corée du Sud) pour l'affût du poste de tir[7]

Le missile Mistral ne comprend aucun composant d'origine américaine, ce qui offre une garantie de souveraineté à ses utilisateurs et dispense MBDA de se conformer à la réglementation américaine ITAR pour vendre le missile à l'exportation.
La production de Mistral était de 20 unités par mois en 2022, 30 par mois en 2023, avec un objectif de 40 par mois en 2025. Ce quadruplement des cadences de production va de pair avec un raccourcissement par deux de la durée de fabrication, qui passe de 30 mois en 2022 à seulement 15 mois en 2025. Le raccourcissement de la durée de production et l'augmentation des volumes produits sont engagés grâce à des investissements sur fonds propres de MBDA et ses partenaires.
Le prix du Mistral 2 en 2001 est de 41 000 € pour le trépied et de 169 900 € pour le missile.

## Caractéristiques

### Système d'armes
Le système d'armes du Mistral est décomposable en deux fardeaux portables à dos d'homme: les missiles et leur poste de tir portable appelé trépied. Cette particularité du missile Mistral (le Stinger et le SAM 16 n'ont pas de poste de tir car ils se tirent depuis l'épaule) s'explique par sa plus grande masse due à une plus importante charge militaire et à la présence d'une fusée de proximité. Un siège fixé au trépied permet au servant d'être assis et d'avoir une meilleure réactivité, ce qui assure de verrouiller une cible en cinq secondes sans pré-alerte (trois secondes avec pré-alerte radar). Cependant, le rechargement du lanceur prend 30 secondes.
Le transport du trépied et d'un missile nécessite deux porteurs et sa mise en service requiert au moins trois servants (deux tireurs et un chef de pièce) en plus du conducteur de l'éventuel véhicule porteur.
En complément du siège, le trépied est composé d'un viseur clair et d'un calculateur. Il est possible d'ajouter une caméra thermique MALIS réalisée par Sagem, un interrogateur IFF SB 14 réalisé par Thales ou un dispositif d'aide à la désignation d'objectif couplé au radar d'alerte SAMANTHA pouvant détecter une cible à 15 km. Le viseur utilisé par l'armée française est le système SANDRA (Système Alternant les visions Nocturne et Diurne pour la Recherche des Aéronefs) qui a un cœur éléctronique de traitement d'images, un GPS, une fonction d'élévation et une fonctionnalité d'imagerie visible et thermique.

### Missile
Le Mistral est de type tire et oublie et se guide vers sa cible grâce à  un autodirecteur infrarouge passif, ce qui lui confère une grande simplicité d'emploi. Il est rustique et peut être utilisé dans différents environnements exigeants, supportant 95 % d'humidité, des températures extrêmes entre -40°C à 71°C et d'importants vents de travers. Le missile ne nécessite pas de maintenance spécifique pendant 20 ans.
Il a un diamètre de 90 mm, une masse de 18,7 kg et une longueur de 1,86 mètres (1,88 mètres avec l'éjecteur initial). Il porte 3 kilos de charge militaire composée d'hexolite et d'environ 1 500 billes en tungstène qui est déclenchée par une fusée de proximité soit à l'impact, soit en proximité de la cible, soit en autodestruction. Ses cibles sont aussi bien des avions de chasse que des gros avions, des missiles de croisière, des missiles antinavires, des hélicoptères, des drones, des navires d'attaque rapide et même des véhicules terrestres.
Le tir du missile Mistral nécessite des protections auditives puisque le départ du missile est extrêmement bruyant.

### Versions et spécificités
Le missile Mistral est une famille déclinée en plusieurs versions améliorées au cours du temps:
- Mistral 1 (ou S1) : première version mise en service en 1989 et d'une portée de 5 km et d'un plafond de 3 000 mètres[5].
- Mistral 2 (ou M2) : deuxième version mise en service en 1997 et conçue pour pouvoir être intégrée sur l'hélicoptère Tigre[15]. La portée est augmentée à 6,5 km tout en gardant une vitesse de 860 m/s (soit Mach 2,5) et une probabilité d’interception au premier tir (appelé SSKP en anglais pour Single-Shot Kil Probability) de 93 %[6].
- Mistral 3 (ou F3) : dernière version mise en service en 2018[18]. La portée, le plafond et la vitesse sont augmentés respectivement à 8 km, à un plafond de 6 000 mètres et à 930 m/s (soit Mach 2,7) grâce à l'ajout d'un deuxième étage de moteur à poudre. La probabilité d’interception au premier tir passe à 96 % grâce notamment à une manœuvrabilité de plus de 30 g[1], lui permettant de suivre des avions faisant des manœuvres jusqu'à 9 g[1]. Le logiciel embarqué de cette version peut être modifié pour améliorer les capacités du missiles, notamment contre les drones de surface, les embarcations rapides et autres drones aériens à faible signature thermique, méthode d'amélioration validée par une campagne de tir en juin 2025[2].

Le Mistral 3 pourrait être à l'origine de la prochaine génération de missiles antiaériens appelée Sol-Air Basse Couche Longue portée (SABC L) et à capacité Sol-Air Basse Couche Anti-Saturation (SABC AS).

### Systèmes de lancement
Le missile Mistral peut être intégré sur différents systèmes de lancement  développés majoritairement par MBDA.

#### Lanceurs terrestres
- SATCP ou Trépied : lanceur portable de base équipé d'un seul Mistral et utilisé manuellement.
- PAMELA : lanceur manuel équipé d'un seul Mistral monté sur camion VLRA et TRM 2000 développé par Thales[7]. Des véhicules Vampire de Scania commencent à remplacer les VLRA de l'armée française en 2024[19].
- ALAMO : lanceur équipé d'un seul Mistral monté sur des véhicules légers et utilisé manuellement.
- ATLAS : lanceur amélioré, équipé de deux Mistral, monté sur véhicule ou sur un trépied au sol et utilisé manuellement.
- ATLAS-RC : lanceur ATLAS téléopéré, permettant de mettre en œuvre le missile Mistral sous blindage en disposant d’armes d’autodéfense[20].
- ALBI : lanceur équipé de deux Mistral monté sur véhicules blindés légers  et utilisés manuellement.
- ASPIC : lanceur téléopéré équipé de quatre Mistral monté sur véhicules légers développé par Thales[7].
- MPCV : tourelle équipée de quatre Mistral et d'un canon léger montée sur véhicules légers, développés en collaboration avec Rheinmetall[21].
- SANTAL : tourelle équipée de six Mistral et d'un radar, montés sur véhicules blindés. Elle ne fut jamais mise en service en raison de problémes techniques et financiers[5].

#### Lanceurs navals
- SIMBAD : lanceur équipé de deux Mistral, utilisé manuellement.
- SIMBAD-RC : lanceur double SIMBAD téléopéré, il est équipé de la caméra thermique refroidie polyvalente MATIS SP de Safran[22]. Il a été testé avec succès pour détruire une embarcation rapide[23].
- SIMBAD-RC2 : version améliorée du SIMBAD-RC conçue par MBDA et produite par Cegelec, elle est attendue pour 2026[22].
- SIMBAD-RC4 : lanceur SIMBAD téléopéré, équipé de quatre Mistral,  conçu par MBDA et produit par Cegelec, il est attendu pour 2027[22].
- TETRAL : lanceur équipé de quatre Mistral.
- SADRAL : lanceur équipé de six Mistral.
- NGDS : lanceur équipé de six ou huit Mistral, développé par Safran à partir du lance-leurre Dagaie[24].
- Lanceur Modulaire Polyvalent (LMP) : lanceur pouvant être équipé d'un maximum de seize Mistral, développé par Naval Group[24].

#### Lanceurs aériens
- AATCP ou ATAM : deux lanceurs équipés chacun de deux missiles Mistral intégrables sur tout type d'hélicoptère[25].
- Le Mistral 3 devrait pouvoir être lancé depuis le Rafale F5 afin de détruire des drones et des missiles de croisière[26].

#### Lanceurs sous-marins
- A3SM : lanceur triple intégré dans le kiosque d'un sous-marin et déployé juste au dessus de la surface pour le tir, il est proposé par Naval Group[27],[28].

Différentes mises en œuvre du Mistral
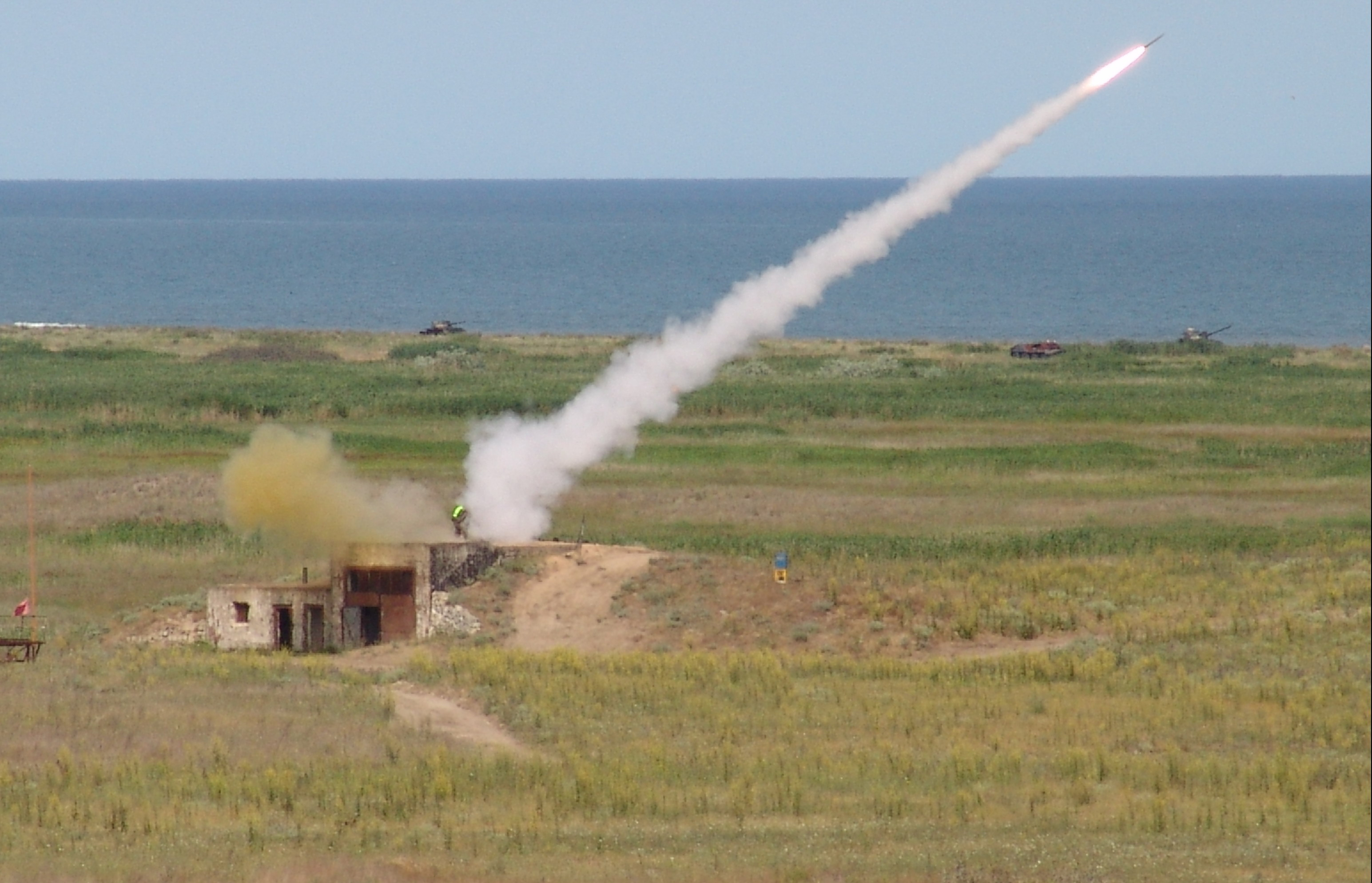
Tir d’un missile d'entrainement en Roumanie.
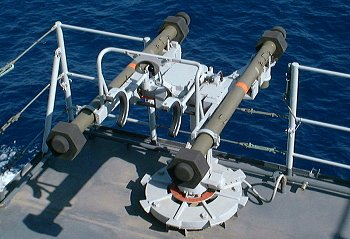
Un lanceur SIMBAD sur un bâtiment de classe Mistral.
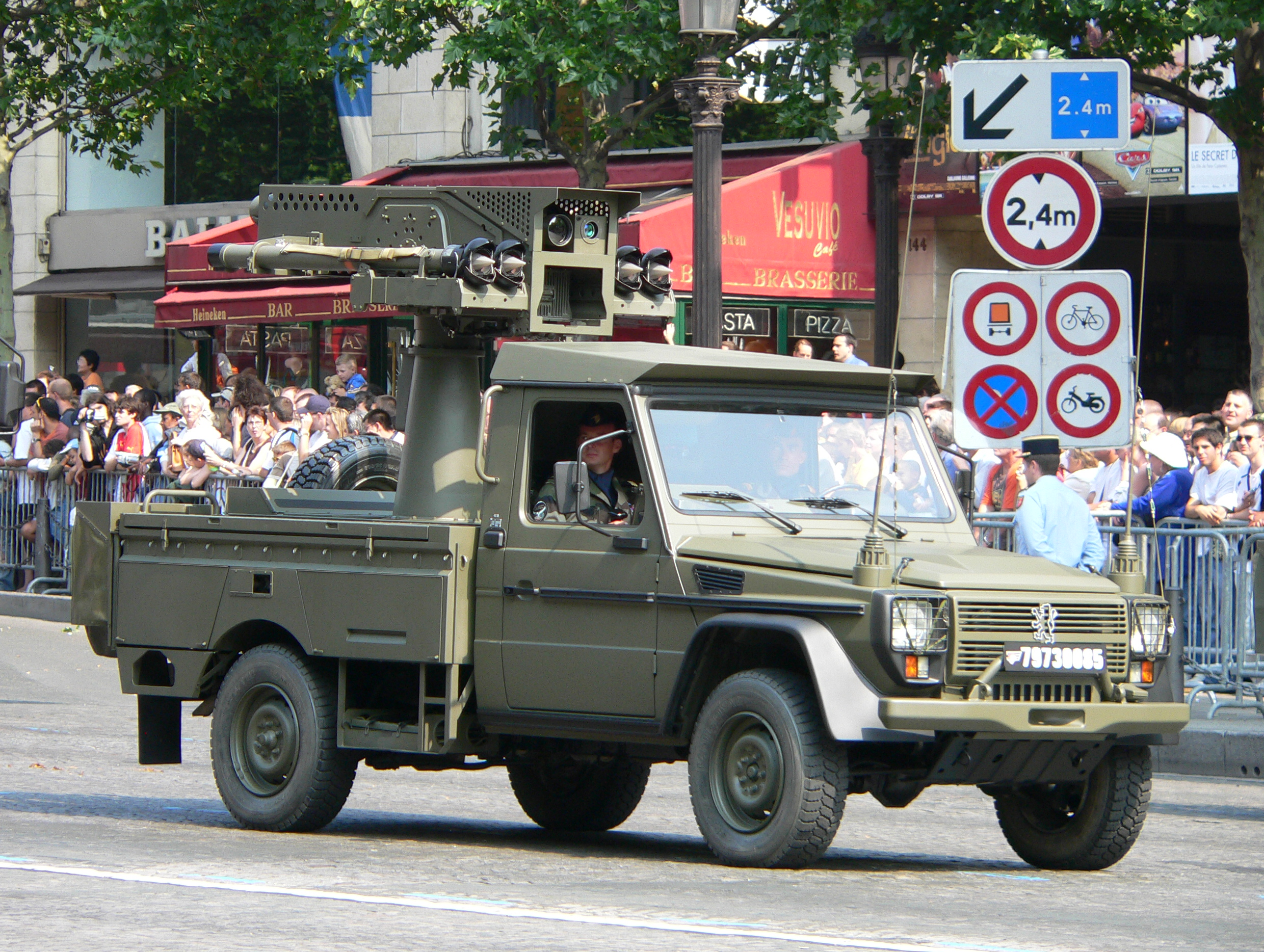
Montage Aspic sur un véhicule Peugeot P4.
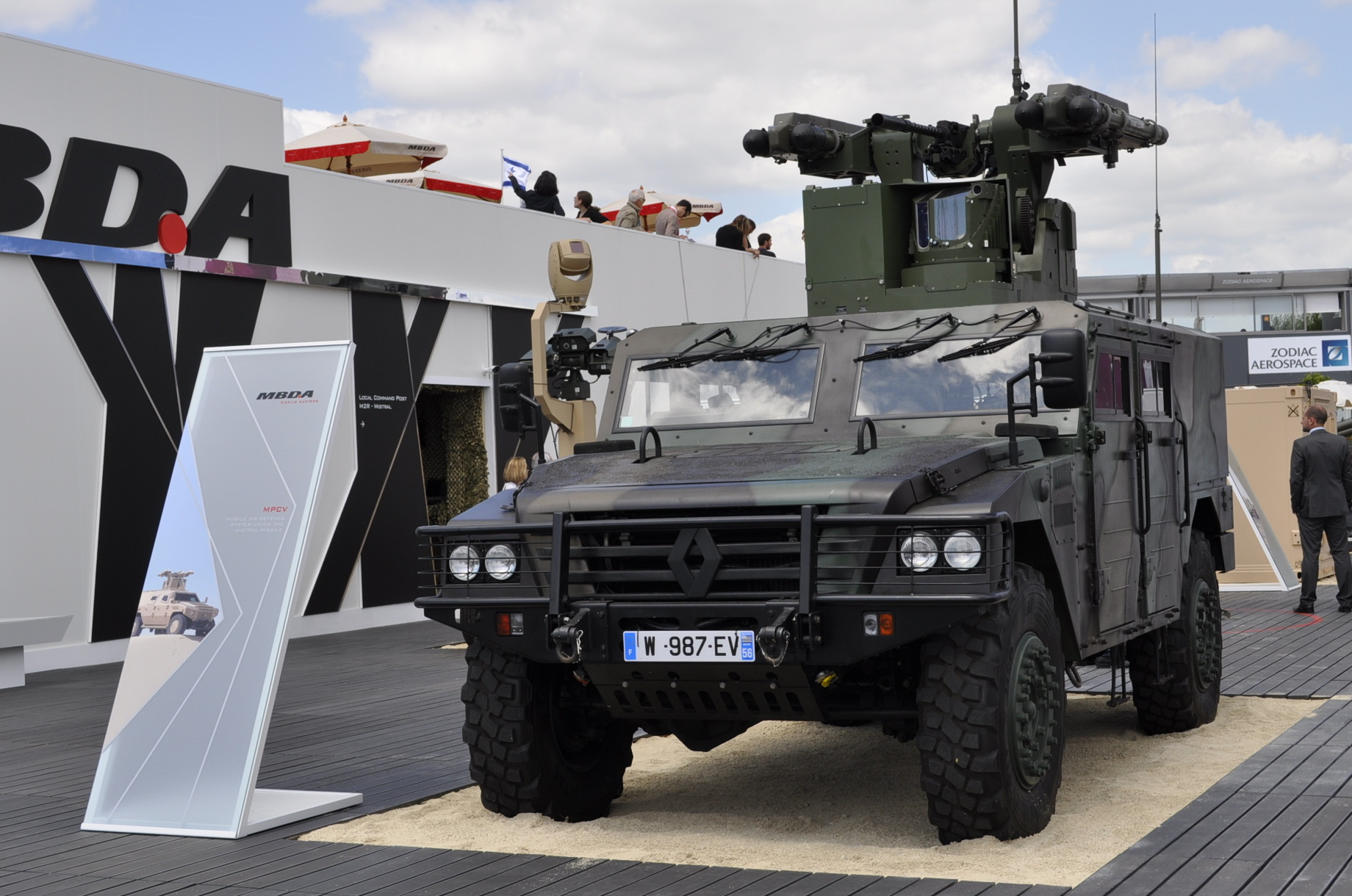
Multi Purpose Combat Vehicle, nom générique pour un véhicule Renault Sherpa 3.
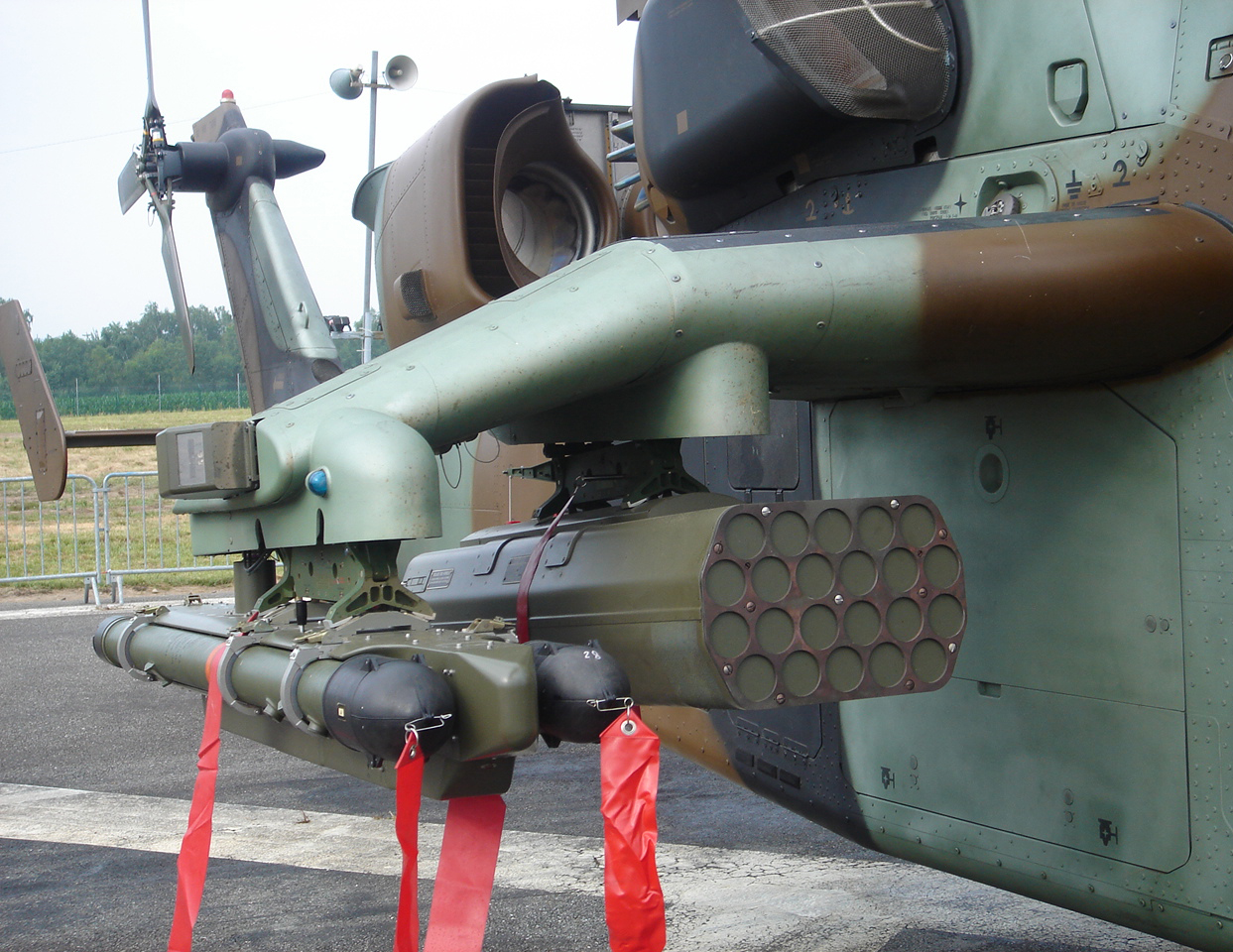
AATCP sur un hélicoptère Tigre HAP.
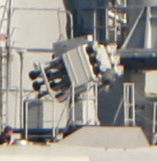
SADRAL sur la frégate Dupleix.
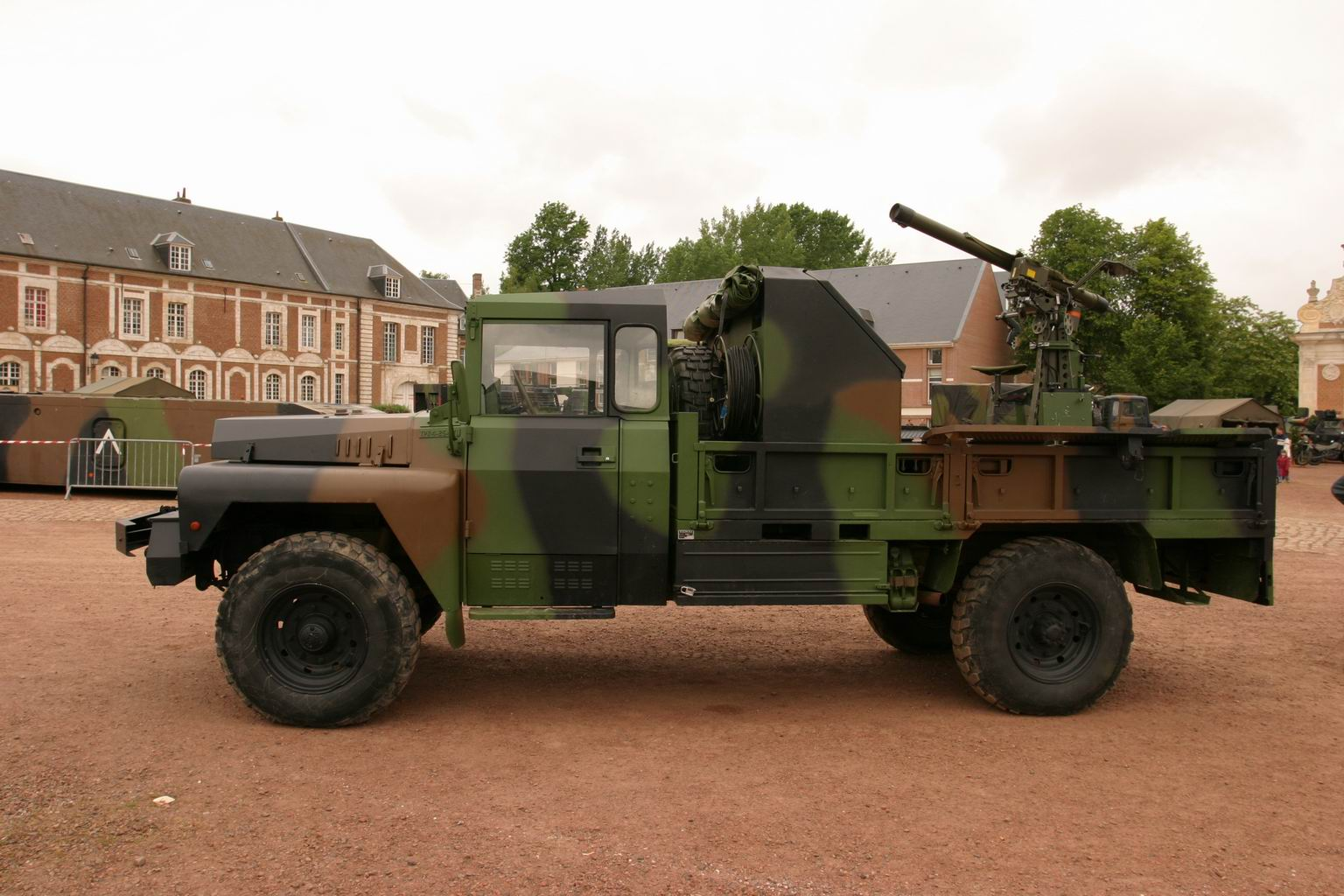
Montage PAMELA sur un ACMAT.
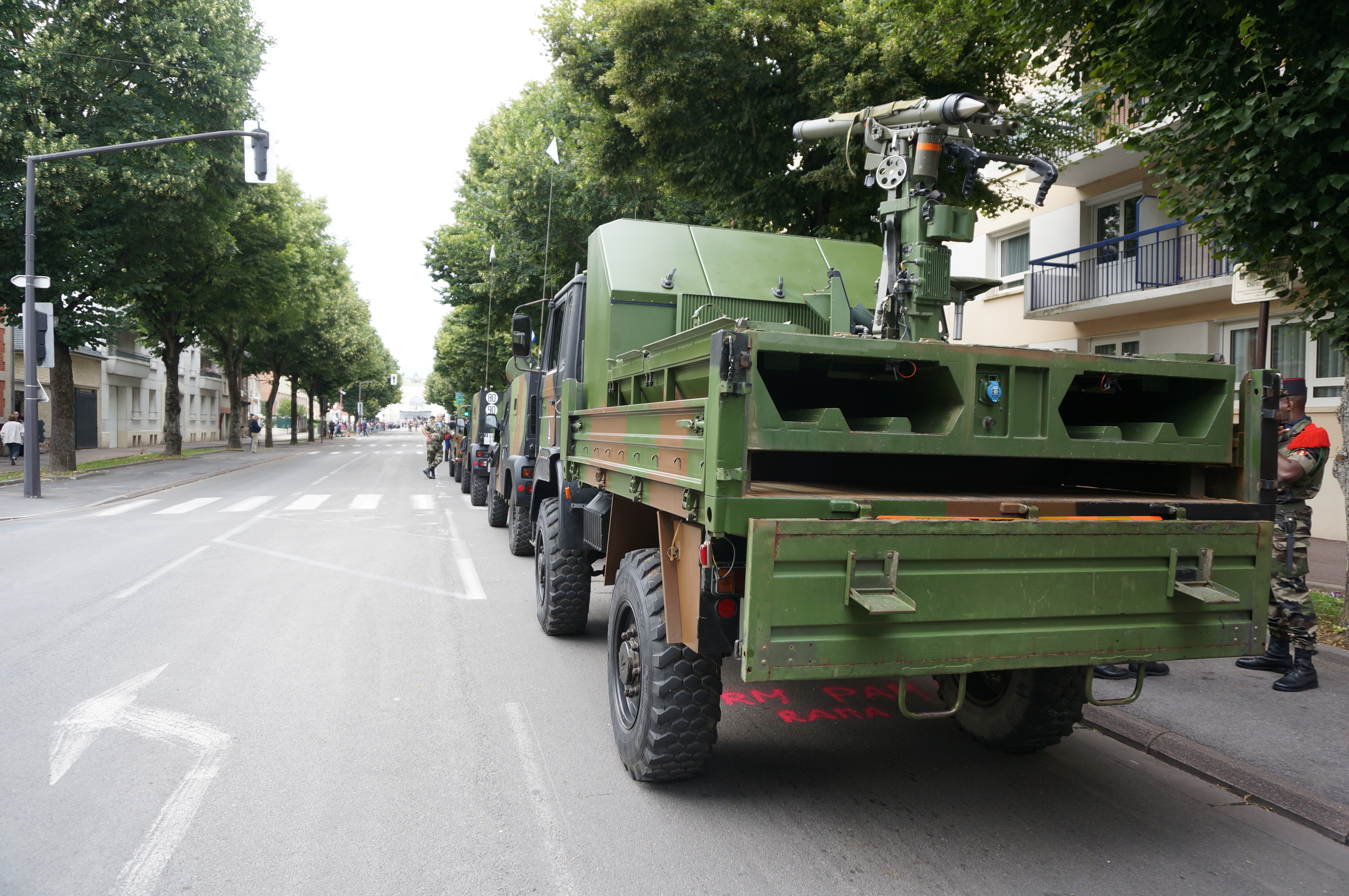
MISTRAL sur un camion Renault TRM 2000.

## Utilisateurs

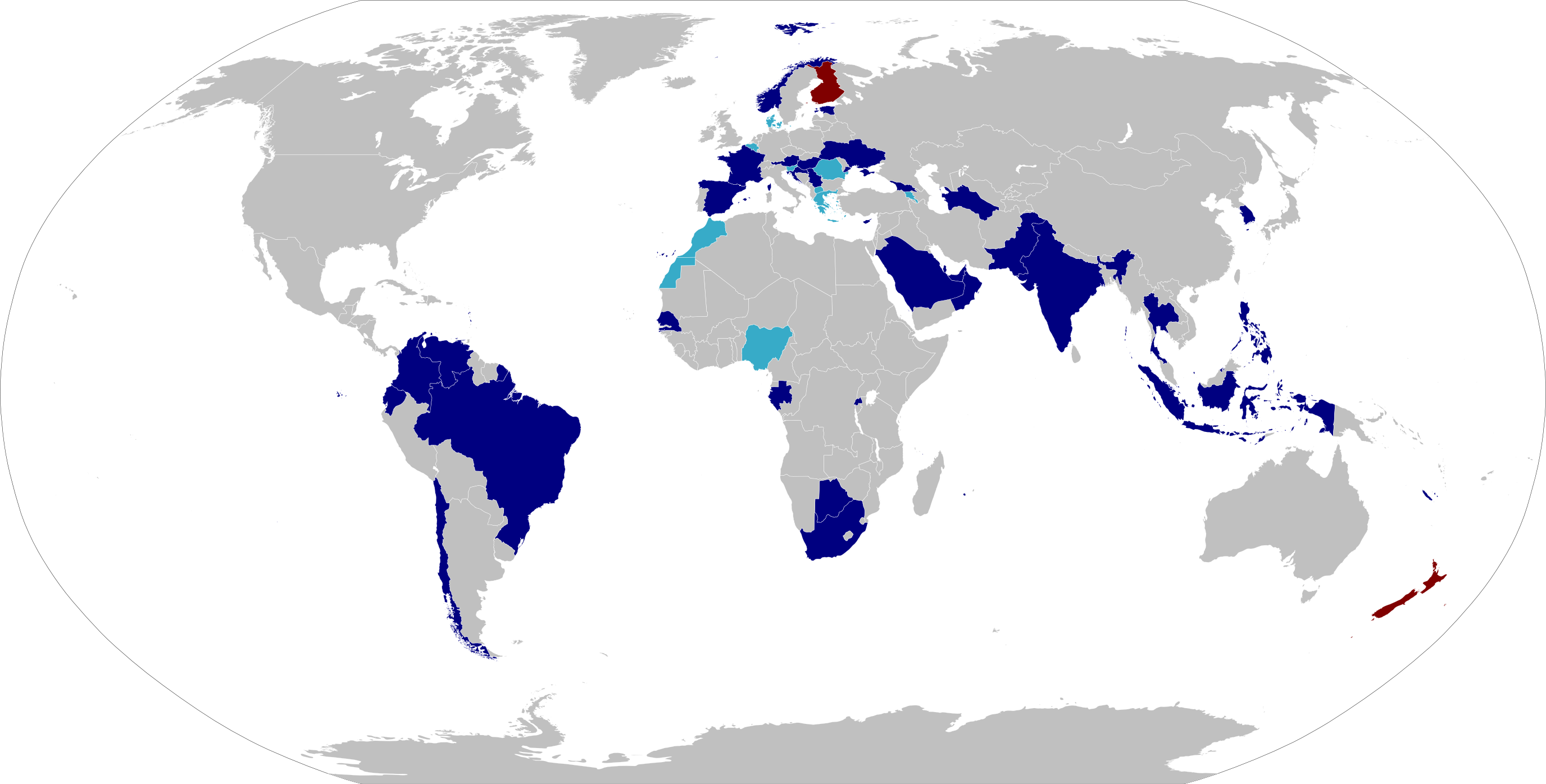
Utilisateurs du missile Mistral
Pays utilisateurs actuels
Pays utilisateurs futurs
Anciens pays utilisateurs

Depuis son entrée en service et sa première exportation en 1989,, plus de 17 000 missiles Mistral ont été commandés, dont plus de 14 000 à l'exportation. Cela témoigne de son grand succès à l'exportation avec sa mise en service ancienne, actuelle ou future dans 45 pays différents.
À la suite de l'invasion de l'Ukraine par la Russie et à l'émergeance de la menace des drones, le missile Mistral connait un renouveau commercial, par la nécessité de renforcer la défense aérienne des pays européens.
Le mécanisme EDIRPA (European Defence Industry Reinforcement through common Procurement Act) de l'Union Européenne appuie l'exportation du missile Mistral en Europe en soutenant la commande groupée de neuf pays (Belgique, Chypre, Espagne, Estonie, Danemark, France, Hongrie, Roumanie, Slovénie). Ce mécanisme validé en novembre 2024 facilite l'augmentation des volumes, génère des économies d'échelles, donne de la visibilité aux industriels et augmente l'intéropérabilité des armées européennes tout en soutenant militairement l'Ukraine. Les surcoûts administratifs impliqués par ce rapprochement sont compensés par une enveloppe de 60M€.

### Utilisateurs actuels
Afrique du Sud
Force aérienne sud-africaine : le missile Mistral est choisi par l'Afrique du Sud pour équiper l'hélicoptère Rooivalk.
 Arabie saoudite
Armée de terre saoudienne : 700 missiles Mistral 1 sont livrés en 1991 et 1992.
Garde nationale d'Arabie saoudite : 1 000 Mistral 2 livrés entre 2007 et 2010. Entre 2013 et 2015, 1 000 nouveaux Mistral 2 sont livrés, ils sont destinés à être montés sur Renault Sherpa 3, appelés MPCV (pour Multi Purpose Combat Vehicule),. Des missiles VL MICA sont commandés en 2013 pour remplacer au moins une partie des Mistral saoudiens.
Marine royale saoudienne : 80 missiles Mistral 2 livrés en 2016 et 2017 pour équiper les lance-missiles SIMBAD-RC des bâtiments ravitailleurs de classe Boraida et de trois frégates de classe Al Madinah dans le cadre de leur modernisation décidée en 2013,.
 Autriche
Bundesheer : 500 missiles Mistral 1 et 63 ou 76 lanceurs sont livrés entre 1993 et 1996.
En 2022, la rénovation de 24 lanceurs et la commande de 200 Mistral 3 est décidée pour un montant de 158 millions d'euros. Il est annoncé en février 2024 que des Mistral 3 seront intégrés à 36 tourelles Skyranger 30 destinées à équiper un nombre équivalent de blindés Pandur EVO.
 Botswana
Forces de défense botswanaises : 140 missiles Mistral et 14 lanceurs sont livrés entre 2018 et 2020,. Au moins une partie de ces missiles sont destinés à être intégrés sur VBL ALBI.
 Brésil
Marine brésilienne : 160 missiles Mistral sont livrés entre 1994 et 1997 pour équiper le porte-avions Minas Gerais selon le SIPRI. En 2015, le navire français Siroco équipé de trois lance-missiles SIMBAD est vendu à la marine brésilienne et renommé Bahia.
 Brunei
Forces royales terrestres de Brunei : 48 missiles Mistral 2 sont livrés en 1999, puis 24 nouveaux missiles sont livrés en 2005 et 2006.
Marine royale du Brunei : il est annoncé en 2023 que deux navires singapouriens de classe Fearless équipés chacun de deux lance-missiles SIMBAD seront cédés à la Marine Royale du Brunei.
 Chili
Armée de terre chilienne : 500 missiles Mistral 1 sont livrés entre 1991 et 1997, puis 10 nouveaux missiles sont livrés en 2013. Une partie des Mistral est montée sur des camions Mercedes-Benz Unimog 1300.
 Chypre
Garde nationale chypriote : 90 missiles Mistral 1 sont livrés en 1989 avec au moins 12 lanceurs ATLAS,, puis 214 missiles Mistral supplémentaires sont livrés entre 2005 et 2011.
En 2009, la CIA a tenté d'acquérir discrètement des missiles Mistral appartenant à la Garde nationale chypriote, car le renseignement américain n'était jusqu'à présent pas parvenu à s'en procurer.
En février 2020, Chypre commande de nouveaux missiles Mistral pour un montant de 150 millions d'euros. En novembre 2024, Chypre commande des Mistral 3 conjointement avec neuf autres pays européens dans le cadre du mécanisme EDIRPA.
 Colombie
Marine nationale colombienne : 80 missiles Mistral 2 sont livrés en 2001 et 2002 pour équiper les deux lance-missiles SIMBAD des frégates de classe Almirante Padilla, modernisées à la fin des années 1990.
 Corée du Sud
Armée de terre de la République de Corée : 130 lanceurs et 984 missiles Mistral 1 sont livrés entre 1993 et 1997 avec 25 % de compensations industrielles. La réticence aux transferts de technologies de l'américain General Dynamics, le fabricant du missile Stinger et le concurrent direct du Mistral, explique le choix du Mistral par la Corée du Sud. 1 742 missiles Mistral 2 de nouvelle génération sont ensuite livrés entre 1998 et 2000,.
Corps des Marines de la république de Corée : il est annoncé en octobre 2023 que l'hélicoptère d'attaque KMAH (pour Korean Marine Attack Helicopter) dérivé du MUH-1 Marineon sera équipé de missiles Mistral ATAM. Une nouvelle fois, le Mistral est préféré au Stinger par la Corée du Sud.
 Croatie
Forces terrestres de la République de Croatie : un nombre inconnu de missiles Mistral sont cédés par la France en même temps que le transfert des avions de combat Rafale. Ces missiles servent à assurer la protection de la base aérienne de Plesco qui accueille ces aéronefs.
La Croatie commande en décembre 2022 pour 72 millions d'euros de missiles Mistral 3 en réaction au crash d'un drone à Zagreb,, soit 60 Mistral 3 dont 35 sont livrés en 2023 et 2024.
 Émirats arabes unis
Marine des Émirats arabes unis : 40 missiles Mistral 1 sont livrés en 1990 pour équiper le lance-missile SADRAL des navires de classe Mubarraz.
Forces armées émiriennes : 500 missiles Mistral 1 sont livrés en 1993 et 1994 pour équiper les lanceurs ATLAS-RC montés sur blindés Nimr.
 Équateur
Forces armées équatoriennes : 200 missiles Mistral sont livrés en 1997 et 1998, dont une partie est destinée à équiper les trois lance-missiles SIMBAD des frégates de classe Condel, achetées à la Grande-Bretagne en 1991.
 Espagne
Forces armées espagnoles : 180 lances-missiles et 760 missiles Mistral 1 sont livrés entre 1992 et 1997 (840 missiles selon le SIPRI), 640 missiles doivent équiper l'armée de Terre et 80 missiles l'Infanterie de marine, une partie devant être montée sur URO VAMTAC. Entre 2007 et 2011, 250 nouveaux missiles sont livrés pour équiper les hélicoptères Tigre HAP des Forces aéromobiles.
En août 2016, un contrat est signé pour permettre la modernisation des missiles Mistral 1 au standard Mistral 3, puis en octobre 2020 l'Espagne achète 94 missiles Mistral 3 d'occasion à la France pour remplacer ses premiers missiles Mistral devenus obsolètes. Pour compléter ce transfert effectué en 2022, l'Espagne annonce en septembre 2022 la rénovation de 102 lanceurs Mistral et l'achat de 522 missiles Mistral 3 neufs.
En novembre 2024, l'Espagne commande des missiles Mistral 3 conjointement avec neuf autres pays européens dans le cadre du mécanisme EDIRPA.
 Estonie
Forces armées estoniennes : 100 missiles Mistral 2 sont livrés entre 2008 et 2010, puis 25 missiles Mistral sont vendus à l'Estonie par la Belgique en 2010. La nouvelle version Mistral 3 est ensuite livrée à 200 exemplaires entre 2015 et 2022,,.
En novembre 2024, l'Estonie commande des Mistral 3 conjointement avec neuf autres pays européens dans le cadre du mécanisme EDIRPA. Elle annonce en juillet de la même année livrer des lanceurs et missiles Mistral à l'Ukraine, sans préciser ni leur nombre ni leur type.
 France
Armée de Terre : 206 lance-missiles Mistral en service en 2024.
| Année | Nombre de postes de tir |
| ----- | ----------------------- |
| 2005  | 210                     |
| 2011  | 204                     |
| 2012  | 226                     |
| 2013  | 186                     |
| 2020  | 196                     |
| 2024  | 206                     |

Les premiers missiles Mistral sont livrés en 1989 dans l'armée française pour remplacer les missiles FIM-62 Stinger et sont mis en service en 1990. Les Mistral sont initialement mis en service avec des lanceurs SATCP terrestres et PAMELA motorisés montés sur des camions VLRA et TRM 2000. La défense aérienne de l'armée de Terre est modernisée avec la livraison de six Sherpa MPCV en 2011, le remplacement des VLRA par des véhicules Vampire de Scania à partir de 2024, la commande en janvier 2025 de trente Serval DSA (Défense Sol-Air) équipés d'une tourelle ATLAS-RC et la livraison attendue en 2026 de Serval SATCP équipés d'un lanceur SATCP sur trépied.
Ces équipements sont en dotation dans les régiments d'artillerie en sein de batteries composées de sections avec chacune six lanceurs Mistral, le 54e Régiment d'Artillerie étant le régiment spécialiste dans la lutte antiaérienne. Les missiles Mistral sont également intégrés sur les hélicoptères Gazelle et Tigre de l'ALAT.
En 2007, 850 missiles Mistral subissent une rénovation à mi-vie, 1 500 autres missiles doivent être rénovés entre 2012 et 2016 selon la loi de programmation militaire de 2009-2014. Entre 2012 et 2015, l’armée française commande 2 050 exemplaires du missile RMV Mistral, chiffre revu à 580 dans la loi de programmation militaire 2009-2014. En novembre 2023, la France commande 329 nouveaux missiles Mistral 3.
| Régiment                               | Date     | Dotation (2024)                                           | Subordination                        |
| -------------------------------------- | -------- | --------------------------------------------------------- | ------------------------------------ |
| 54e Régiment d'Artillerie              | ?-Actuel | 42 postes de tir Mistral 28 véhicules porteurs de Mistral | 3e Division                          |
| 68e Régiment d'Artillerie d'Afrique    | ?-Actuel | 12 véhicules PAMELA                                       | 7e Brigade Blindée                   |
| 40e Régiment d'Artillerie              | ?-Actuel | 18 véhicules PAMELA                                       | 2e Brigade Blindée                   |
| 3e Régiment d'Artillerie de Marine     | ?-Actuel | 18 postes de tir Mistral                                  | 6e Brigade Légère Blindée            |
| 11e Régiment d'Artillerie de Marine    | ?-Actuel | 18 postes de tir Mistral                                  | 9e Brigade d'Infanterie de Marine    |
| 35e Régiment d'Artillerie Parachutiste | ?-Actuel | 24 postes de tir Mistral                                  | 11e Brigade Parachutiste             |
| 93e Régiment d'Artillerie de Montagne  | ?-Actuel | 18 postes de tir Mistral                                  | 27e Brigade d'Infanterie de Montagne |

Armée de l'air : en 2005, l'Armée de l'air dispose de 60 lance-missiles Mistral qui sont retirés du service à la suite de la réorganisation de l'Armée de 2011.
Marine nationale : le missile Mistral assure la défense rapprochée d'une importante partie de la flotte française, dont le porte-avions Charles de Gaulle (2 lanceurs SADRAL), les porte-hélicoptères amphibies de classe Mistral (2 lanceurs SIMBAD), les frégates de classe La Fayette rénovées (2 lanceurs SADRAL), les frégates de classe Floréal (2 lanceurs SIMBAD), les Patrouilleurs de Haute Mer (1 lanceur SIMBAD), les pétroliers ravitailleurs de classe Durance (2 lanceurs SIMBAD) et les bâtiments ravitailleurs de force (2 lanceurs SIMBAD-RC). Début 2025, des systèmes SIMBAD RC sont commandés pour équiper les Patrouilleurs  hauturiers [PH].
 Gabon
Armée de terre gabonaise : 60 missiles Mistral et cinq lances-missiles ASPIC.
 Géorgie
Forces armées géorgiennes : 20 missiles Mistral et un nombre non précisé de lanceurs ATLAS sont livrés en 2018 pour un montant de 50 millions d'euros. Ils sont intégrés sur des camions VLRA 2 fabriqués par Arquus.
 Hongrie
Forces terrestre hongroises : 45 lanceurs ATLAS avec 180 missiles Mistral 2 livrés en 1998 et 1999 et intégrés sur des camions Unimog 1350L,. La Hongrie décide en 2017 d'acheter 118 Mistral 3 et de moderniser ses Mistral 2 restant,.
En novembre 2024, la Hongrie commande des Mistral 3 conjointement avec neuf autres pays européens dans le cadre du mécanisme EDIRPA.
 Inde
Armée de terre indienne et Force aérienne indienne : 75 missiles Mistral 2 ATAM sont livrés en 2022 et 2023 et intégrés sur les hélicoptères HAL Prachand et HAL Rudra,.
 Indonésie
Marine indonésienne : 120 missiles Mistral sont livrés en 1997 et 1998 pour équiper les deux lance-missiles SIMBAD des frégates de classe Ahmad Yani. Dans le même temps, 60 autres missiles permettent la modernisation les frégates de classe Tribal par l'ajout de lanceurs SIMBAD. Entre 2007 et 2009, 120 missiles supplémentaires sont livrés pour intégrer les deux lance-missiles TETRAL des corvettes de classe Diponegoro et les deux lanceurs SIMBAD des Landing Plateform Dock de classe Makassar.
Armée de terre indonésienne : 136 missiles Mistral 3 sont livrés en 2013 et 2016, ils sont utilisés sur blindés Pindad Komodo grâce au lance-missiles ATLAS et sur Renault Sherpa 3 MPCV (pour Multi Purpose Combat Vehicule),.
 Norvège
Marine royale norvégienne : 400 missiles Mistral 1 sont livrés entre en 1992 et 1997 pour équiper le lanceur SADRAL des chasseurs de mines de classe Oksoy et de classe Alta, ainsi que les deux lance-missiles Mistral SIMBAD des patrouilleurs de classe Hauk et le lanceur SIMBAD des corvettes de classe Skjold.
La Norvège cède en mars 2022 une centaine de missiles Mistral issue de ses stocks à l'Ukraine en réaction à l'invasion russe de l'Ukraine.
 Oman
Armée royale d'Oman : 230 missiles Mistral 2 sont livrés entre 2001 et 2003 pour être intégrés sur VBL ALBI,.
 Pakistan
Armée de terre pakistanaise : 100 missiles Mistral 1 sont livrés en 1994 et 1995 pour protéger les aéroports et être utilisés dans les zones montagneuses de haute altitude.
 Philippines
Marine philippine : 40 missiles Mistral 3 sont livrés en 2021 pour équiper les deux lance-missiles SIMBAD-RC des frégates de classe Jose Rizal.
 Qatar
Forces armées qatariennes : 500 missiles Mistral 1 sont livrés entre 1992 et 1996, dont une partie pour équiper le lance-missiles SADRAL des navires de classe Barzan. Entre 2010 et 2013, 35 missiles supplémentaires sont livrés.
 Rwanda
Forces rwandaises de défense : 15 missiles Mistral 1 sont en possession de l’armée rwandaise en 1994 selon un document de l'ONU dont la véracité est contestée.
Des missiles Mistral sont utilisés par l'armée rwandaise pendant la deuxième guerre du Congo contre l'aviation du Zimbabwe.
 Sénégal
Marine sénégalaise : 30 missiles Mistral 3 sont livrés en 2023 et 2024 pour équiper le lance-missiles SIMBAD-RC des patrouilleurs OPV-58S,.
 Serbie
Armée de terre : 50 missiles Mistral 3 sont livrés en 2022 pour équiper 18 blindés PASARS-16,.
 Singapour
Marine de Singapour : une partie des 500 missiles Mistral 1 sont livrés entre 1994 et 1996 pour équiper le lance-missiles SIMBAD des patrouilleurs de classe Fearless et les deux lanceurs SIMBAD des navires de débarquement de classe Endurance.
 Thaïlande
Marine royale : 60 missiles Mistral 2 sont livrés en 2001 pour équiper les trois lance-missiles SADRAL du porte-aéronef Charki Naruebet.
 Turkménistan
Forces navales turkmènes : 28 missiles Mistral sont livrés entre 2013 et 2017 pour équiper le lance-missiles SIMBAD-RC des patrouilleurs de classe Tulza.
 Ukraine
Forces armées de l'Ukraine : 275 missiles Mistral de seconde main sont livrés entre 2022 et 2024 par les alliés de l'Ukraine en réponse à l'invasion russe de l'Ukraine. La Norvège livre 100 missiles en mars 2022, suivie par la France avec 6 lanceurs et approximativement 100 missiles entre mars 2022 et décembre 2024, tandis que la Belgique livre 25 missiles en 2023,. L'Estonie livre un nombre inconnu de lanceurs en juillet 2024 avec 50 missiles.
Le Mistral est mis en service au sein de la 3e Brigade de Chars.
 Venezuela
Forces armées vénézuéliennes : 50 missiles Mistral 2 sont livrés en 2001 et 2002.

### Futurs utilisateurs
Arménie
Armée arménienne : en octobre 2023, l'Arménie annonce conjointement avec la France la signature d'une lettre d'intention pour acheter des missiles Mistral 3.
 Belgique
Composante Terre : 142 lanceurs (dont 24 ATLAS) avec 858 missiles Mistral 1 sont intégrés au bataillon d’Artillerie de Brasschaat (1 004 missiles selon le SIPRI). Les Mistral sont livrés entre 1991 et 1995 et mis en service de 1993 à 2017, le dernier tir du missile par les Belges ayant lieu le 11 mai 2017. En 24 ans de service, 643 missiles sont tirés,, avec un taux de réussite de 86 %.
En 2010, 25 missiles Mistral sont vendus à l'Estonie, tandis que  25 sont cédés à l'Ukraine en 2023 en raison de l'invasion russe de l'Ukraine,.
La volonté belge de regagner une capacité de défense sol-air est annoncée en octobre 2020, un premier peloton équipé de Mistral étant prévu dès 2023. En 2024, la Belgique commande des Mistral 3 conjointement avec neuf autres pays européens, dans le cadre du mécanisme EDIRPA.
 Danemark
Forces armées danoises : le missile Mistral 3 devrait équiper 15 tourelles Skyranger 30 destinées à être montées sur autant de véhicules Piranha V. En novembre 2024, le Danemark se joint à l'achat groupé de neuf pays de l'Union Européenne pour disposer d'économies d'échelle et du mécanisme de financement EDIRPA avec la commande de 1 500 missiles.
En avril 2025 est signé un accord-cadre portant sur la livraison de 250 à 1000 missiles Mistral 3 au Danemark.
 Grèce
Marine de guerre hellénique : le missile Mistral 3 devrait équiper les deux lanceurs NGDS des Frégates de Défense et d'Intervention.
 Macédoine du Nord
Armée de la République de Macédoine du Nord : un nombre inconnu de missiles Mistral 3 sont commandés en 2022.
 Maroc
Armée royale : en juin 2023 est annoncée la livraison de blindés Sherpa Light MPCV équipés de lance-missiles Mistral ATLAS-RC.
 Nigeria
Marine nigériane : 40 missiles Mistral 3 sont commandés en 2021 pour équiper les deux lance-missiles SIMBAD-RC des patrouilleurs hauturiers OPV 76.
 Slovénie
Forces armées slovènes : signature d'une lettre d'intention pour un nombre inconnu de missiles Mistral 3 en juillet 2024 entre le ministère slovène de la Défense et la Direction générale de l’armement afin que la Slovénie rejoigne d'autres pays de l'Union européenne au sein d'une commande groupée.
 Roumanie
Forces terrestres roumaines : plus de 200 lanceurs et plus de 1000 missiles Mistral 3 doivent être achetés par la Roumanie pour un montant de 626 millions d'euros dans le cadre d'une commande conjointe de dix pays européens actée en novembre 2024 et bénéficiant du mécanisme EDIRPA.

### Anciens utilisateurs
Finlande
Forces maritimes finlandaises : 400 missiles Mistral sont livrés entre 1990 et 2002 pour être intégrés sur les mouilleurs de mines de classe Hämeenmaa et le premier navire d'attaque rapide de classe Hamina,.
Le missile antiaérien français Mistral est remplacé par l'Umkhonto sud-africain à partir de 2002.
 Nouvelle-Zélande
Force de Défense de Nouvelle-Zélande : 12 lanceurs et 37 missiles Mistral 2 sont livrés entre 1997 et 1999 pour 20 millions de dollars. Cependant, l'achat de ces missiles sol-air ne s'accompagne pas de système d'd'identification ami-ennemi, pour des raisons financières, ce qui empêche de distinguer les cibles amies ou ennemies, et explique pourquoi le missile Mistral ne fut jamais mis en service.

### Échecs commerciaux
Liban
Forces armées libanaises : en décembre 2013, le président libanais Michel Sleiman annonce que l'Arabie saoudite va financer 3 milliards de dollars de matériel militaire français pour moderniser ses Forces armées, dont des missiles Mistral. Cependant, en février 2016, cette aide militaire est interrompue en raison de l'absence de condamnation libanaise de l'attaques de l'ambassade saoudienne en Iran, avant que les missiles Mistral ne soient livrés.
 Taïwan
Armée de la République de Chine : des négociations entre la France et Taïwan pour la vente de 550 missiles Mistral 1 on lieu en octobre 1995, mais ne donnent pas de suite.

## Engagements

### Guerre du Golfe
Lors de la guerre du Golfe, la France déploie dans le cadre de l'opération Daguet une compagnie de missiles Mistral avec cinq sections de tir armées par le 11e Régiment d'Artillerie de Marine, le 68e Régiment d'Artillerie et le 35e Régiment d'Artillerie Parachutiste. Des missiles Mistral sont aussi adaptés localement sur trois hélicoptères Gazelle de l'ALAT.

### Deuxième guerre du Congo
Le 23 mars 1999, lors de la deuxième guerre du Congo, deux missiles Mistral sont tirés par l'armée rwandaise contre un BAE Hawk des forces aériennes du Zimbabwe en mission d'appui aérien rapproché près de Manono. L'un des deux missiles touche sa cible et abat l'avion, forçant le pilote à s'éjecter en territoire hostile.

### Force intérimaire des Nations unies au Liban
Dans le cadre de sa participation à la FINUL appelée Opération Daman, la France déploie entre trois et quatre lanceurs Mistral au Liban depuis 2006,.
Le 31 octobre 2006 a lieu un incident entre forces françaises de la FINUL et armée de l'Air israélienne au dessus du Sud-Liban. À la suite d'un piqué de quatre avions F-15 israéliens considéré comme une « posture d'attaque » envers les forces de l'ONU, les soldats français ont « retiré les caches de la batterie de missile » Mistral et ont failli ouvrir le feu sur les aéronefs israéliens.

### Première guerre civile libyenne
Lors de la première guerre civile libyenne, la France utilise ses hélicoptères Gazelle et Tigre dans le cadre de l'Opération Harmattan pour mener des raids contre les forces pro-kadhafi.
En raison de la menace, annoncée par les services de renseignement, d'hélicoptères Mi-35 libyens possiblement encore en condition de vol, les deux hélicoptères Tigre engagés par l'ALAT sont équipés de missiles Mistral. Les Mi-35 n'ayant pas été utilisés par les forces pro-kadhafi, les Mistral furent employés contre des cibles au sol, avec le tir d'au moins trois missiles en mode air-sol sur un total de maximum une demi-douzaine de tirés.

### Guerre en Ukraine
À la suite de l'invasion de l'Ukraine par la Russie, l'armée ukrainienne reçoit un peu moins de 200 missiles Mistral utilisés pour sa défense anti-aérienne.
Jean-Louis Thiériot, vice président de la Commission de la défense nationale et des forces armées de l'Assemblée Nationale, affirme en février 2023 que « les Manpads Mistral [...] que nous avons fournis font un excellent travail ». Selon le Kyiv Post, les missiles Mistral auraient abattus des hélicoptères et des drones utilisés par les forces armées russes.

## Culture populaire
Le jeu vidéo War Thunder met en scène l'utilisation du missile Mistral sur différents véhicules blindés et hélicoptères :
- Le VAB Santal qui est l'artillerie antiaérienne de niveau VI de l'arbre de recherche français[131]
- Le SIDAM 25 (Mistral) qui est l'artillerie antiaérienne de niveau VII de l'arbre de recherche italien[132]
- L'armement externe de l'hélicoptères britanique de niveau VI Rooivalk Mk1F CSH[133]
- L'armement externe des hélicoptères français de niveau VI et VII SA.341F Gazelle, SA.342M Gazelle, EC-665 Tiger HAP, EC-665 Tiger HAD et Tiger HAD Block 2[133]
- L'armement externe des hélicoptères italiens de niveau VII A129CBT et AH-129D[133]